# Гранд-Эст
Гранд-Эст (фр. Grand Est, буквально — Великий Восток), также Большой восточный регион — регион Франции, созданный в результате территориальной реформы французских регионов в 2014 году путём объединения трёх регионов: Эльзас, Лотарингия и Шампань — Арденны. Датой образования нового региона считается 1 января 2016 года.
Крупнейший город — Страсбург, который также является столицей региона.

## Название
Текст закона определил временное наименование для большинства объединённых регионов: оно представляло собой наименования существующих регионов Франции, разделённые (во французском написании) дефисом. Соответственно, временное название новообразованного региона — «Alsace-Champagne-Ardenne-Lorraine» — состояло из названий исторических областей Эльзас + Шампань + Арденны + Лотарингия.
Постоянное название и местонахождение региональной столицы должны были быть определены Региональным советом до 1 июля 2016 года и утверждены Государственным советом Франции до 1 октября 2016 года. В качестве вариантов предлагались «Acalie» (от ACAL, аббревиатуры временного названия), «Nouvelle Austrasie», «Hauts-de-France», «Rhin-Champagne». В результате голосования было выбрано название Grand Est, утверждённое декретом Государственного совета № 2016—1262 от 28 сентября 2016 года.

## Состав
После административной реформы с марта 2015 года в состав региона входят 4 исторических области и 10 департаментов:
- Арденны (Шампань — Арденны): 4 округа, 19 кантонов, 463 коммуны
- Верхняя Марна (Шампань — Арденны): 3 округа, 17 кантонов, 438 коммун
- Верхний Рейн (Эльзас): 4 округа, 17 кантонов, 377 коммун
- Вогезы (Лотарингия): 3 округа, 17 кантонов, 514 коммун
- Марна (Шампань — Арденны): 5 округов, 23 кантона, 620 коммун
- Мёз (Лотарингия): 3 округа, 17 кантонов, 501 коммуна
- Мёрт и Мозель (Лотарингия): 4 округа, 23 кантона, 594 коммуны
- Мозель (Лотарингия): 6 округов, 27 кантонов, 730 коммун
- Нижний Рейн (Эльзас): 5 округов, 23 кантона, 527 коммун
- Об (Шампань — Арденны): 3 округа, 17 кантонов, 433 коммуны

## Географическое положение
Регион занимает площадь в 57 441 км² и имеет общие границы с Бельгией, Германией, Люксембургом и Швейцарией. Это единственный регион Франции, граничащий с четырьмя государствами. Помимо того, Гранд-Эст граничит с соседними регионами: Бургундия — Франш-Конте, Иль-де-Франс и О-де-Франс.
Основной ландшафт региона сформирован горными массивами Вогезы и Арденны. 32,5 % территории занимают леса.
Вдоль границы с Германией протекает река Рейн. Кроме неё, есть ещё несколько больших рек, протекающих через регион, в том числе Маас, Мозель, Марна (река) и Сона.
На территории региона расположены водоёмы:
- Жерарме;
- Логжме;
- Ретурнеме;
- Корбо;
- Бузей;
- Мадин;
- Пьер-Персе.